# ジミー・ハスリップ
ジミー・ハスリップ（Jimmy Haslip、1951年12月31日 - ）は、アメリカニューヨーク州出身のベーシスト、コンポーザー、音楽プロデューサー。セッション・ミュージシャンとして、ロベン・フォードをはじめ数多くのミュージシャンをサポートし、またロベンのバックバンドから派生したフュージョン最初期のバンド、イエロージャケッツのオリジナル・メンバーであったが、2012年1月にジャコ・パストリアスの息子であるフェリックス・パストリアスと交代することがアナウンスされ、ジミーは脱退することになった。また、彼はジン・チ (Jing Chi)、レネゲイド・クリエイション (Renegade Creation)でも精力的に活動している。
左利きであり、左利き用の楽器を使用しているが、弦の並びは右利き用を左利きにひっくり返して使用している。（右利きの通常の弦の並びで考えると、高音弦部分が低音弦になっている）

## ディスコグラフィ

### ソロ・アルバム
- 『アーク』 - Arc (1993年、GRP)
- Red Heat (2000年、Unitone)
- Nightfall (2010年、Vie Records) ※with Joe Vannelli

### ジン・チ
- 『ジン・チ』 - Jing Chi (2001年、Tone Center)  ※ヴィニー・カリウタ、ロベン・フォード、ジミー・ハスリップ名義
- 『ライヴ!』 - Live! (2003年、Tone Center)
- 『3D』 - 3D (2004年、Tone Center)
- 『スプリーモ』 - Supremo (2017年、Inakustik Quality Of Music)

### レネゲイド・クリエイション
- 『ブレット』 - Bullet (2012年、Blues Bureau International)